# Писарро, Мигель
Мигель Писарро (исп. Luis Miguel Pita Gomez), известный как Miguel Pizarro (8 августа 1960, Кордова, Веракрус, Мексика) — мексиканский актёр.

## Биография
Родился в смешанной семье — отец испанец, мать мексиканка. Имеет трёх братьев. До 7 лет жил в Испании из-за работы его отца. В возрасте 12 лет он потерял свою мать из-за того, что она долго и продолжительно болела. Из-за смерти матери, его семья осталась в Испании и жила в 4-х городах, включая Мадрид. После окончания средней школы поступил в театральные мастерские, после их окончания, в возрасте 21 года вернулся в Мехико. В мексиканском кинематографе дебютировал в 1988 году и с тех пор снялся в 33 работах в кино и телесериалах. Дважды номинирован на премию TVyNovelas, из которых лишь однажды победил. В 2004 году предпринял попытку самоубийства из-за творческого кризиса в области театрального предпринимательства.

## Фильмография

### Избранные телесериалы
- 1985-2007 — «Женщина, случаи из реальной жизни»
- 1990 — «Ничья любовь» — Пабло.
- 1995 — «Хозяйка» — Октавио.
- 1997 — «Разлучённые» — Тони.
- 2004 — «Руби» — Лорето.
- 2006 — «Самая прекрасная дурнушка» — пилот.
- 2007-08 — «К чёрту красавчиков» — Браулио Рамос.
- 2010 — «Триумф любви» — Пипино Пичони.